# Atentado de Bulawayo de 2018

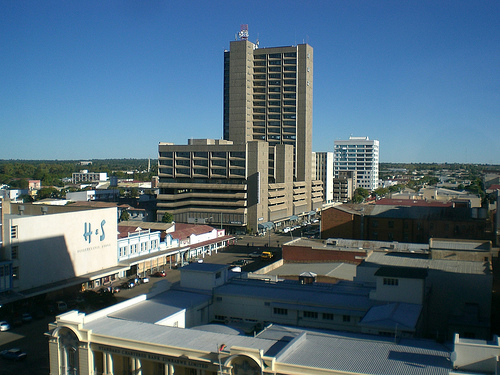
CBD de Bulayo.

El atentado de Bulawayo fue un acontecimiento ocurrido en dicha ciudad en Zimbabue el 23 de junio de 2018. El hecho consistió en la explosión de una granada durante un evento de campaña del presidente Emmerson Mnangagwa en el White City Stadium. La explosión dejó heridas inicialmente a 49 personas. Más tarde, dos de los heridos fallecieron. Esas dos víctimas eran agentes de seguridad.

## Antecedentes
Zimbabue ha vivido desde el año 2017 y clima de tensión y un ambiente político inestable. Esto se debe al golpe de Estado en ese año que desencadenó fuertes protestas y tensiones militares y políticas. Al final, el ahora expresidente, Robert Mugabe renunció a su mandato después de 37 años de gobierno (1980-2017) y Emmerson Mnangagwa asumió el cargo como tercer presidente de Zimbabue.

## Explosión
En la tarde del sábado 23 de junio de 2018, el partido gobernante de Zimbabue, ZANU-PF y su candidato, Emmerson Mnangagwa, realizaban una manifestación de campaña en el White City Stadium en Bulawayo, la segunda ciudad más grande del país y un bastión de la oposición. La manifestación, a la que asistieron varios miles de personas, se celebró para obtener apoyo para el partido antes de las elecciones generales de julio.
Segundos después de terminado el discurso de Emmerson Mnangagwa, se produjo la explosión de una granada, creando una nube de hubo e hirió a varias personas asistentes al evento. Mnangagwa salió ileso pero su equipo de seguridad lo evacuó y resguardo rápidamente llevándolo a la casa presidencial en Bulawayo.

## Víctimas
La explosión hirió a 49 personas inicialmente, todas de nacionalidad zimbabuense. Más tarde, 2 de los heridos murieron. Entre los heridos se encontraban altos cargos del gobierno: Constantino Chiwenga (primer vicepresidente de Zimbabue y una figura importante en el golpe de 2017), sufrió lesiones leves, al igual que su esposa Marry, quien sufrió laceraciones en la cara al intentar rescatar a uno de sus ayudantes que tenía metralla en el estómago. El segundo Vicepresidente Kembo Mohadi también fue hospitalizado con lesiones en las piernas. Oppah Muchinguri, la presidenta nacional de nacional de ZANU-PF y la ministra de Medio Ambiente, también tenía una metralla en uno de sus senos. La vicepresidenta de la Cámara de la Asamblea y líder de la Liga Femenina del ZANU-PF Mabel Chinomona también resultó herida, al igual que el comisario político nacional ZANU-PF Engelbert Rugeje , que recibió metralla en el brazo.
 Después de un par de días, todos ellos fueron dados de alta del hospital, a excepción de Kembo Mohadi (quien fue llevado a Sudáfrica para recibir tratamiento) y Oppah Muchinguri (que también que llevado a Sudáfrica para una cirugía ortopédica y reconstructiva y para recibir tratamiento).

## Investigaciones
El día del ataque, la policía de la República de Zimbabue ofreció una recompensa no especificada por la información que condujo al arresto del autor del atentado. Un portavoz de la policía dijo que los investigadores de la escena del crimen estaban examinando el asunto. En los días posteriores al ataque, se informaron detalles y explicaciones no verificados sobre el ataque. Una fuente informó que se colocó un explosivo debajo del escenario en el que Mnangagwa estaba parado, mientras que otra fuente citó a una mujer que asistió al mitin que dijo haber visto a un niño arrojar un "paquete" en el escenario justo antes del explosión. De acuerdo con el reclamo de la mujer, que no está corroborado, el niño se acercó al estado y le pidió que leyera un poema en alabanza a Mnangagwa, y fue detenido por personal de seguridad, pero lo empujó y tiró algo al escenario.
El miércoles 27 de junio, 35 miembros del personal de seguridad e investigación se reunieron en Harare para analizar las investigaciones. Más tarde ese día, la policía dio a conocer nuevos detalles sobre el autor y los detalles del ataque. Después de la explosión, la policía entrevistó a testigos, algunos de los cuales informaron que vieron al mismo hombre arrojar un objeto al escenario. La policía describió al sospechoso como un hombre joven "entre las edades de 23 y 25", alrededor de 1,7 metros de alto y de tez oscura , que llevaba una camiseta amarilla del partido ZANU-PF  en el momento del ataque. Testigos dijeron a la policía que el hombre lanzó un objeto hacia el escenario desde unos 30 a 35 metros de distancia, pero el objeto falló su objetivo después de golpear una cuerda y luego rebotar en la mejilla de un agente de seguridad antes de aterrizar y detonar. El sospechoso supuestamente estaba "jugueteando" con el objeto antes de tirarlo. Después de la explosión, la policía y el ejército lo persiguieron, pero los testigos dijeron que vieron que los soldados lo agarraban primero y lo arrestaron, informó la policía. El sospechoso no ha sido visto desde que los militares lo aprehendieron en los poblados fuera del White City Stadium.
La reunión del 27 de junio destacó las rivalidades entre las Fuerzas de Defensa de Zimbabue y la Policía de la República de Zimbabue en medio de las investigaciones en curso. El portavoz presidencial George Charamba señaló que los "problemas de liderazgo no resueltos" afectaban a las investigaciones.
Las rivalidades internas entre las fuerzas de seguridad zimbabuenses se vieron exacerbadas, no atenuadas, por el arresto del presunto autor por los militares. Los militares no habían respondido a las solicitudes de la Policía de la República de Zimbabue de confirmación de la detención del sospechoso, ni a las solicitudes de la policía para que su Departamento de Investigaciones Penales entreviste al sospechoso. Los oficiales de policía le dijeron a Zimbabwe Independent que aunque habían encontrado buenas pistas en entrevistas con testigos, carecían de acceso al sospechoso, por lo que las investigaciones no pueden "proceder de manera adecuada". En la actualidad, unidades de investigación del ejército, el Departamento de Investigación Criminal de la policía y la Organización Central de Inteligencia tiene su sede en Bulawayo para investigar el ataque. Las investigaciones actuales carecen de coordinación entre los tres grupos, e incluso hubo conflicto por el alojamiento en el hotel para los investigadores.
Las investigaciones policiales concluyeron que el perpetrador debe haber sido alguien con algunos antecedentes de seguridad y entrenamiento, y experiencia en el manejo de armas. La policía dijo que la forma en que se manejó y lanzó la granada indicó al menos un entrenamiento de seguridad básico. La policía está investigando la fuente del explosivo, que según dicen no pudo haber venido de la policía, ya que no usan granadas desde el golpe de noviembre de 2017. Los expertos en armas están analizando los restos de la explosión para determinar qué tipo de granada se utilizó y de dónde podría proceder. La policía dice que su incapacidad para interrogar al sospechoso, que se encuentra bajo custodia militar, les impide preguntar sobre el arma y su origen, y el motivo del sospechoso. Dijeron que pensaban que podría haber sido un sicario contratado.
Las investigaciones muestran que el presidente Mnangagwa era el objetivo probable del ataque, aunque los investigadores aún no han determinado con certeza que fue un intento de asesinato. Investigadores y funcionarios del gobierno le dijeron al Zimbabwe Independent que si la granada no se hubiera desviado de una cuerda, probablemente habría detonado a una distancia fatal de Mnangagwa. En una entrevista del 27 de junio, Mnangagwa declaró que esperaba que las detenciones se realizaran pronto.
Según los informes, dos sospechosos, residentes del suburbio de Bulawayo en Pumula , comparecieron ante un juez del tribunal de Tredgold en Bulawayo para responder de los cargos relacionados con el atentado del 23 de junio. Los sospechosos fueron identificados como John Zulu y Douglas (no se dio el apellido), y no está claro si uno de estos hombres fue el sospechoso arrestado por los militares el día del ataque.

## Reacciones

### Zimbabue
Poco después del bombardeo, el ataque fue ampliamente denunciado por políticos y otras figuras públicas en Zimbabue, mientras que los medios, comenzando por el periódico estatal Herald , pronto calificaron el ataque como un intento de asesinato contra el presidente Mnangagwa. En una entrevista con Zimbabwe Broadcasting Corporation horas después del estallido, Mnangagwa calificó el ataque de "cobarde", ofreció sus pensamientos y oraciones a las víctimas e insistió en que la violencia no impediría las próximas elecciones. Dijo que el ataque se produjo "pulgadas" de él, pero dijo "no es mi momento", y señaló que después de una serie de intentos anteriores en su vida, ya estaba acostumbrado. Sin dar más detalles, dijo que los perpetradores deben haber venido de "afuera de Bulawayo", y agregó "puedo asegurarles que estos son mis enemigos normales".
El ataque fue condenado por políticos tanto del ZANU-PF como de los partidos de oposición. El primer vicepresidente Constantino Chiwenga , quien sufrió heridas leves en la explosión, calificó el ataque como un "acto de terror" y se hizo eco de Mnangagwa, agregando que la explosión no afectaría las elecciones. El canciller Sibusiso Moyo y el exvicepresidente Joice Mujuru pidieron la paz. El líder de la oposición y candidato presidencial MDC-T Nelson Chamisa condenó el ataque e instó a la expiración de la violencia política en Zimbabue. Otros políticos de la oposición que condenaron el ataque y ofrecieron sus condolencias fueron el exministro de Finanzas Tendai Biti , el senador David Coltart , el diputado Temba Mliswa y el abogado y exfuncionario del MDC-T Alex Magaisa.

### Internacionales
- Estados Unidos: La Embajada de los Estados Unidos dijo en Twitter que "la violencia política en cualquier forma es inaceptable" y contraria al progreso necesario para hacer avanzar al país y "tomar su lugar en el escenario mundial".[17]
- Australia: La embajada australiana condenó el ataque y envió sus condolencias.[18]
- Países Bajos: Países Bajos condenó el ataque.[19]
- Reino Unido: La embajada británica condenó y rechazó el ataque.[17]
- Unión Europea: El Servicio Europeo de Acción Exterior de la UE condenó el atentado y ofreció sus pensamientos y oraciones a las víctimas.
- España: Por medio de un comunicado de Exteriores, España ha condenado "firmemente" el ataque y ha trasladado sus condolencias a los familiares de las víctimas y deseado la pronta recuperación de los heridos.[20]
- Sudáfrica: El presidente sudafricano, Cyril Ramaphosa, condenó el bombardeo y afirmó que los actos de violencia y criminalidad no tenían cabida en el proceso democrático.[21]
- Rusia: La Cancillería rusa condenó firmemente el atentado: "Condenamos decididamente esta acción barbárica, deseamos una rápida recuperación a los heridos", dice el comunicado del Ministerio de Exteriores de Rusia.[22]
- Angola: El presidente angoleño, João Lourenço, denunció el atentado como "cobarde, criminal y antidemocrático", y agregó que vio los ataques en Bulawayo y Adís Abeba como esfuerzos para socavar la democracia elecciones en Zimbabue y Etiopía.[23]
- Venezuela: El gobierno venezolano, a través de un comunicado, se mostró aliviado por el presidente zimbabuense, Emmerson Mnangagwa, luego de salir ileso del ataque y deseo pronta recuperación a los heridos.[24]
- ONU: El secretario general de la ONU, Antonio Guterres condenó el ataque.[25]
- China: El embajador chino condenó el ataque y dijo que su país ayudaría en lo que pudiera para mantener un buen entorno democrático.[26]
- Botsuana: El expresidente de ese país, Ian Khama, condenó el ataque.[27]